# فرخ شهر
فرخ شهر (بالفارسية: فرخ‌شهر) هي مدينة تقع في إيران في البلدة المركزية. يقدر عدد سكانها بـ 28,920 نسمة .